# Єгорова Парасковія Степанівна
Парасковія Степанівна Єгорова (нар. 1924, тепер Орловська область, Російська Федерація — 30 грудня 1982, селище Нове Мелітопольського району Запорізької області) — українська радянська діячка, новатор сільськогосподарського виробництва, свинарка колгоспу «Знамя коммунизма» Мелітопольського району Запорізької області. Депутат Верховної Ради УРСР 5-го скликання. Герой Соціалістичної Праці (26.02.1958).

## Біографія
Народилася в бідній селянській родині. Трудову діяльність розпочала у 1937 році в колгоспах Мелітопольського району Запорізької області.
З 1940-х років — свинарка племінної свинарської ферми колгоспу «Знамя коммунизма» селища Нове Мелітопольського району Запорізької області.
Потім — на пенсії у селищі Новому Мелітопольського району Запорізької області.

## Нагороди
- Герой Соціалістичної Праці (26.02.1958)
- орден Леніна (26.02.1958)
- медаль «За трудову доблесть» (22.03.1966)
- Велика золота медаль Всесоюзної сільськогосподарської виставки (1954)
- медалі